# Петер Шмејхел
Петер Болеслав Шмејхел (дан. Peter Bolesław Schmeichel, Гладсакс, 18. новембар 1963), често правописно неправилно као „Шмајхел”, бивши је дански фудбалски голман и репрезентативац пољског порекла, који је већи део своје каријере провео наступајући за Манчестер јунајтед.

## Каријера
Шмејхел је почео да тренира фудбал у екипи Хоје Гладсакс а потом је прешао у екипу Гладсакс хиро. Тадашњи тренер Свенд Аге Хансен је на три кола до краја првенства, када је његова екипа изгубила и теоретске шансе да избори опстанак у трећој лиги, одлучио да пружи шансу Шмејхелу и још шесторици играча из омладинске школе. Екипа је у тој утакмици поражена са 1-0, а Шмејхел је добио бројне похвале за свој наступ. Тада је добио понуду екипе Б1903 али је ипак одлучио да не мења средину. Гладсакс хиро је наредне сезоне победом у последњем колу успео да избори опстанак а Шмејхел је у тој утакмици остварио запажен наступ.
Потом је прешао у екипу Хвидовреа са којом је испао из прве лиге. Након само једне сезоне клуб се поново вратио у прву лигу. У Брондби је прешао 1987. и већ прве сезоне је освојио титулу првака. Као играч Брондбија добио је позив да дебитује за репрезентацију маја 1987. Са Брондбијем је освојио четири титуле у пет сезона. У сезони 1990/91. у Купу Уефа Брондби је стигао до полуфинала, у којем је поражен од Роме голом Рудија Фелера у последњем минуту.
Током лета 1991. прешао је у Манчестер јунајтед уз обештећење од 530.000 фунти. Менаџер Јунајтеда, Алекс Фергусон је касније изјавио да овај трансфер сматра куповином века. У Манчестеру је Шмејхел провео осам сезона, и за то време је освојио пет титула првака, три ФА купа, и по једну Лигу шампиона и Лига куп.
У првој сезони, Шмејхел је са Манчестер јунајтедом завршио сезону на другом месту на табели, а освојен је и први Лига куп у клупској историји. Исте године је Шмејхел постао првак Европе са репрезентацијом Данске, што му је донело и награду за најбољег голмана за ту 1992. годину. У сезони 1992/93. успео је да остане несавладан на 22 утакмице у првенству, чиме је знатно допринео да његова екипа освоји титулу првака, прву након 26 година. И у 1993. је проглашен најбољим голманом. Јануара 1994. Шмејхел је дошао у сукоб са Фергусоном након утакмице са Ливерпулом (3—3) у којој је Јунајтед протраћио предност од 3-0. Фергусон га је отпустио, али након што се Шмејхел јавно извинио тренеру и саиграчима, Фергусон му је опростио и вратио га у тим. И ту сезону Манчестер је завршио као првопласирана екипа на табели.
Шмејхел је остао упамћен и по томе што је често одлазио у противнички шеснаестерац приликом прекида, кад год би његова екипа губила у завршници утакмице. За Јунајтед је постигао гол у Купу УЕФА 1995. против руског Ротора. Упркос његовом голу у самој завршници, Манчестер је тада елиминисан због правила гола у гостима.
Своју последњу сезону у Манчестер јунајтеду је окончао на најбољи могући начин, освајањем трипле круне. Те 1999. Јунајтед је освојио првенство, ФА куп и Лигу шампиона. Шмејхел је дао знатан допринос освајању ових трофеја. У полуфиналу ФА купа против Арсенала, одбранио је пенал Денису Бергкампу у последњим минутима утакмице, чиме је одвео своју екипу у продужетке. У утакмици финала Лиге шампиона, подигао је пехар намењен победнику уместо суспендованог капитена Роја Кина. Бајерн Минхен је тада водио већим делом утакмице са 1-0, али је Јунајтед у самој завршници успео да преокрене резултат. Изједначење је донео Теди Шерингам након корнера, приликом којег је и Шмејхел отишао у противнички казнени простор. Одмах након тога Солшер је постигао и победоносни гол.
Са 36 година одлучио је да напусти енглески фудбал и пређе у португалски Спортинг Лисабон. Прве сезоне је са Спортингом је освојио титулу првака, док наредна сезона није била ни приближно тако успешна. Први пут након 14 година, још од када је напустио Хвидовре, његова екипа је завршила сезону слабије пласирана од друге позиције на табели.
Након што му је истекао уговор са Спортингом, јула 2001. се вратио у Енглеску, у екипу Астон Виле. У поразу на гостовању Евертону (2—3) 20. октобра 2001. Шмејхел је постао први голман који је постигао гол у историји Премијер лиге. Сезону у дресу Астон Виле није одиграо до краја, јер му је према уговору било загарантовано место на голу у свакој утакмицу за коју није био повређен. Због тога су се Астон Вила и Шмејхел споразумно договорили да окончају сарадњу.
Последњу сезону 2002/03. Шмејхел је одиграо у дресу Манчестер ситија. Током осам сезона у дресу Јунајтеда никада није поражен у градском дербију, а то му је успело и у јединој сезони коју је провео у Ситију.

## Репрезентација
Шмејхел је за репрезентацију дебитовао 1987. против Грчке. Био је учесник Европског првенства 1988. на којем је репрезентација Данске завршила такмичење након групне фазе после сва три пораза. На утакмицама против Шпаније и Западне Немачке је био резерва Троелсу Расмусен, док је прилику да брани добио у последњој утакмици са Италијом (0—2).
На Европско првенство 1992. Данска није успела да се квалификује, али је на њега ипак отишла као замена за репрезентацију Југославије, којој није дозвољено учешће због санкција Уједињених нација. Шмејхел је бранио на свим утакмицама овог првенства. У такмичењу по групама, Данска је заузела друго место иза репрезентације Шведске а испред Француске и Енглеске. У полуфиналу је Данска била боља од Холандије након бољег извођења једанаестераца. Шмејхел је тада успео да заустави ударац са беле тачке Марка ван Бастена. У финалу су Данци добили репрезентацију Немачке са 2-0.
Репрезентација Данске на Европском првенству 1996. није успела да прође групну фазу. Након ремија са Португалом (1—1) и пораза од Хрватске (0—3), уследила је победа над Турском (3—0) у утакмици која није имала такмичарског значаја. На Светском првенству 1998. Шмејхел је провео сваки минут у игри за своју репрезентацију. У групи је Данска заузела друго место. Прво је савладала Саудијску Арабију (1—0) а затим играла нерешено са Јужном Африком (1—1). У последњој утакмици такмичења по групама Данска је била поражена од Француске (1—2). У осмини финала је убедљиво савладана Нигерија (4—1). Данска је такмичење завршила у четвртфиналу након пораза од Бразила (3—2), и поред тога што је прва повела.
На припремној утакмици за Европско првенство 2000. против Белгије, постигао је свој једини гол у дресу репрезентације и то са беле тачке. На Европском првенству 2000. Данска је заузела последње место у групи. На три утакмице Шмејхел је осам пута био савладан, док његови саиграчи нису успели да постигну гол. Од њих су били бољи Французи и Холанђани, који су их савладали са по 3-0. Данска је тада претрпела пораз и од Чешке (0—2). Од дреса са државним грбом Шмејхел се опростио 2001. у утакмици са Словенијом.

## Трофеји

### Брондби
- Првенство Данске (1) : 1991.
- Куп Данске (1) : 1989.

### Манчестер јунајтед
- Премијер лига (5) : 1993, 1994, 1996, 1997. и 1999.
- ФА куп (3) : 1994, 1996. и 1999.
- Лига куп (1) : 1992.
- Комјунити Шилд (4) : 1993, 1994, 1996. и 1997.
- УЕФА Лига шампиона (1) : 1999.
- УЕФА суперкуп (1) : 1991.

### Спортинг Лисабон
- Првенство Португалије (1) : 2000.
- Суперкуп Португалије (1) : 2000.

### Астон Вила
- Интертото куп (1) : 2001.

### Данска
- Европско првенство (1) : 1992.

### Појединачни
- Дански фудбалер године (3) : 1990, 1993. и 1999.
- УЕФА клупска награда (1) : 1998.